# Île Saint-Pierre (Kastel)
Pour les articles homonymes, voir Île Saint-Pierre.

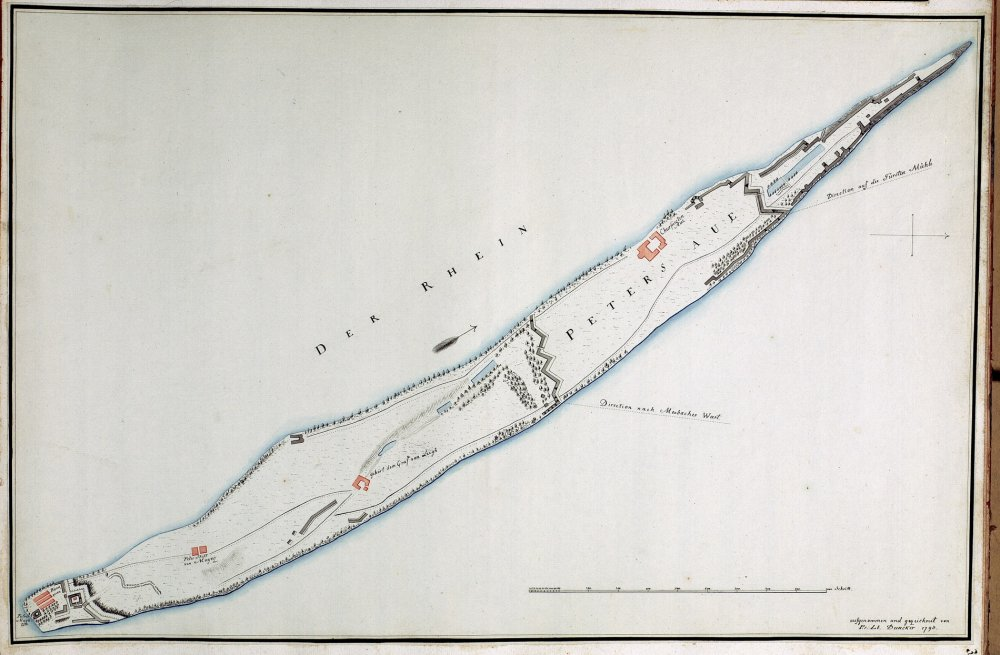
Île Saint Pierre fortifiée par Simon François Gay de Vernon

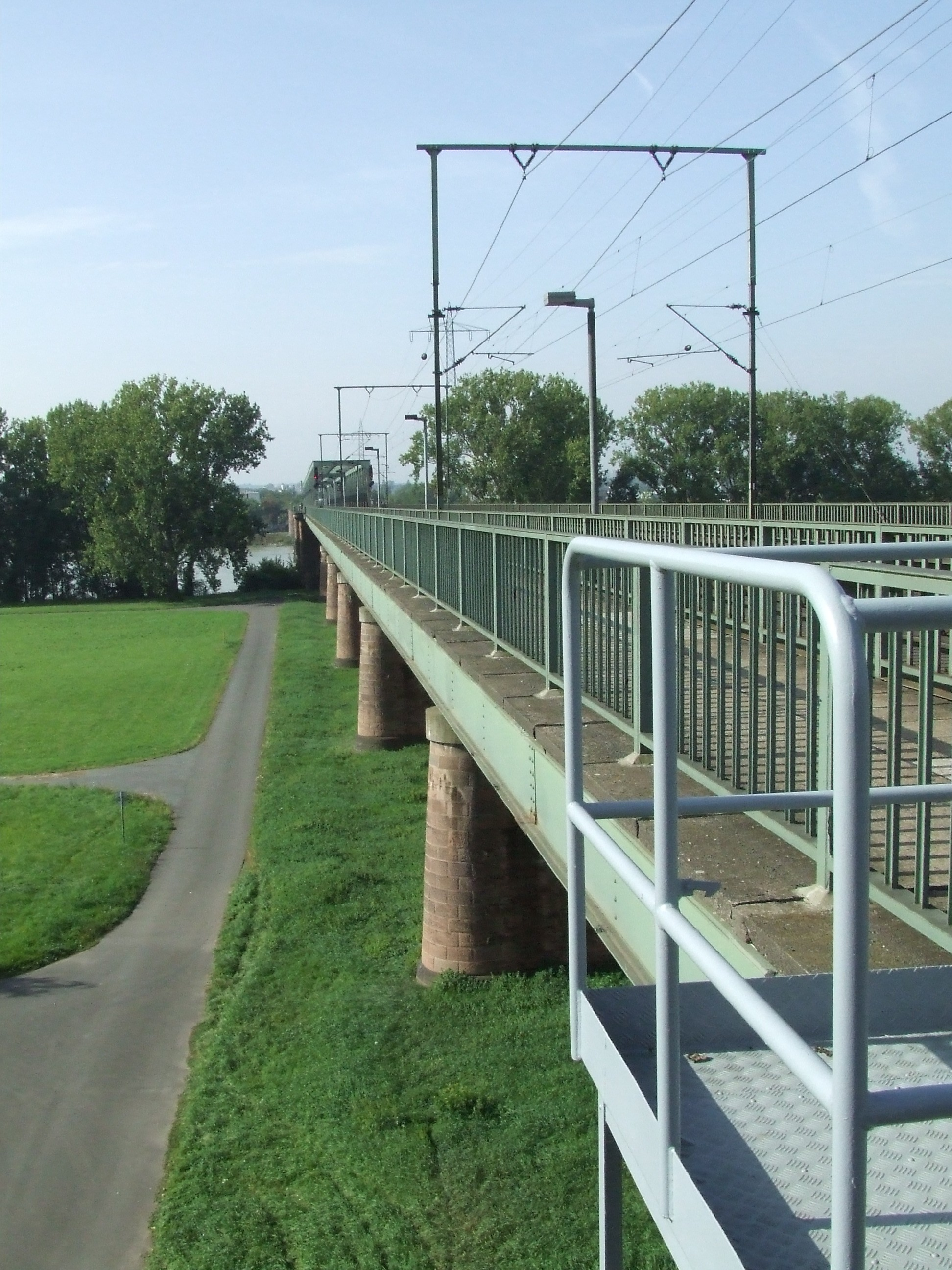
Pont ferroviaire, Kaiserbrücke au-dessus de l'île Saint-Pierre

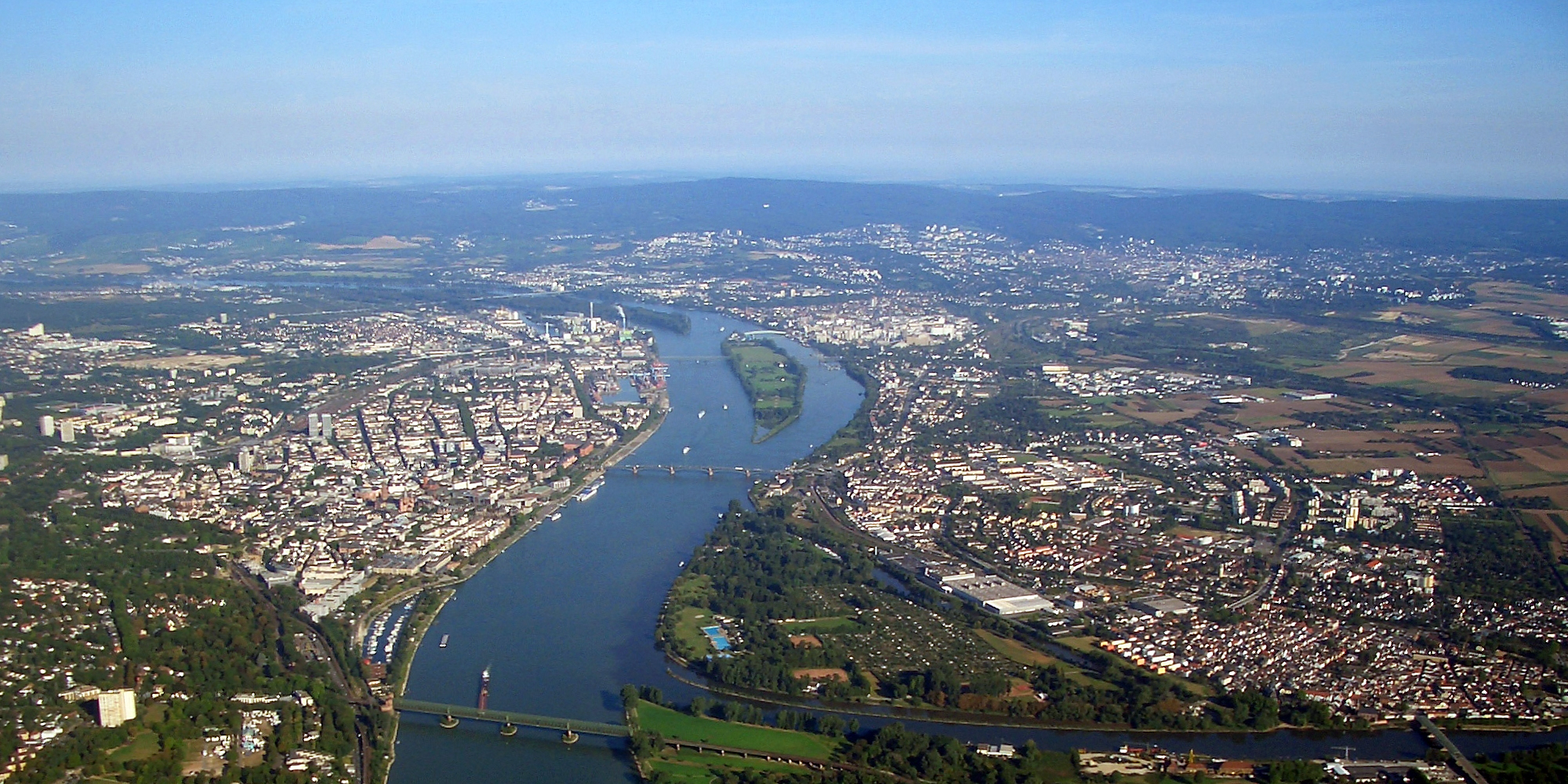
Île Saint Pierre vue aérienne

L’île Saint-Pierre autrefois île de la charteuse  est une île du Rhin située à Mainz-Kastel, Cassel en français, faubourg de la ville de Mayence rattachée administrativement à Wiesbaden après l'année 1945 (voir l'article: Grande-Hesse).
Sa surface est d'environ 50 hectares, ce qui en fait l'une des plus grandes îles fluviales de l'Allemagne. L'île est d'une longueur de 2,98 km et d'une largeur de 0,27 km avoisine la Nouvelle Ville de Mayence et Mainz-Amöneburg.

## Accès
Deux ponts : un pont ferroviaire, le Kaiserbrücke, et un pont sur la rive droite du Rhin.

## Origine
Le nom Île Saint-Pierre vient de la Collégiale Saint-Pierre près de Mayence. Après 1803, à la suite de la sécularisation imposée par Napoléon Ier, la Collégiale perdit l'île Saint-Pierre ; différents propriétaires privés se succédèrent.
« 
...construire un fort permanent dans les îles Saint-Pierre et Saint-Jean, me paraissent les opérations les plus importantes et auxquelles je désire qu’on travaille sans délai. Avec le secours de ces forts, les marais de Monbach contribueraient réellement à la défense de la place. Mais il ne faut pas faire de forts casematés et se jeter dans des dépenses folles ; aucun trésor ne saurait suffire à ce système de fortifications. Un petit tracé revêtu avec une contrescarpe mettra les îles Saint-Pierre et Saint-Jean à l’abri de toute attaque. L’ennemi ne s’amusera jamais à ouvrir la tranchée dans un terrain aussi étroit. »
Ainsi, en 1845, on construisit une tour selon les principes de l'officier du génie militaire Marc-René de Montalembert ; elle a été démolie avant 1921.

## Arboriculture
On trouve, surtout sur les berges du Rhin des saules, des aulnes, des peupliers et  des frênes : ces arbres ont besoin d'un terrain dégagé et de beaucoup de lumière ; l'eau est un facteur important pour leur développement.  
Initiative Plan Marshall global.